# Nimrod (Automarke)
Nimrod war eine britische Automarke.

## Markengeschichte
Mike Jupp und Ray Jay entwickelten ab 1969 ein Automobil. Als es 1972 fertig war, schied Jay aus der Partnerschaft aus. Jupp gründete das Unternehmen Nimrod Engineering in Hunston bei Chichester in der Grafschaft West Sussex und begann mit der Produktion von Automobilen und Kits. Der Markenname lautete Nimrod. Bereits im gleichen Jahr endete die Produktion vorerst. Vic Elam von Nova Cars aus Bradford in West Yorkshire übernahm 1979 das Projekt, produzierte aber nichts. TACCO (Talbott Alternative Car Company) aus Wincanton in Somerset unter Leitung von Nigel Talbott setzte die Produktion von 1981 bis 1986 fort. Fibreglass Applications aus Westbury in Wiltshire unter Leitung von Pat Cuss übernahm 1986 das Projekt und stellte es 1986 oder 1988 ein. Insgesamt entstanden etwa 15 oder etwa 20 Exemplare.

## Fahrzeuge
Im Angebot stand nur ein Modell. Ein Spaceframe-Rahmen bildete die Basis. Der vordere Hilfsrahmen sowie Motor und Räder kamen vom Mini. Die Karosserie aus Fiberglas kam ohne Türen aus und verfügte über ein Targadach.